# Franz Friedrich (Schriftsteller)
Franz Friedrich (* 1983 in Frankfurt (Oder)) ist ein deutscher Schriftsteller.

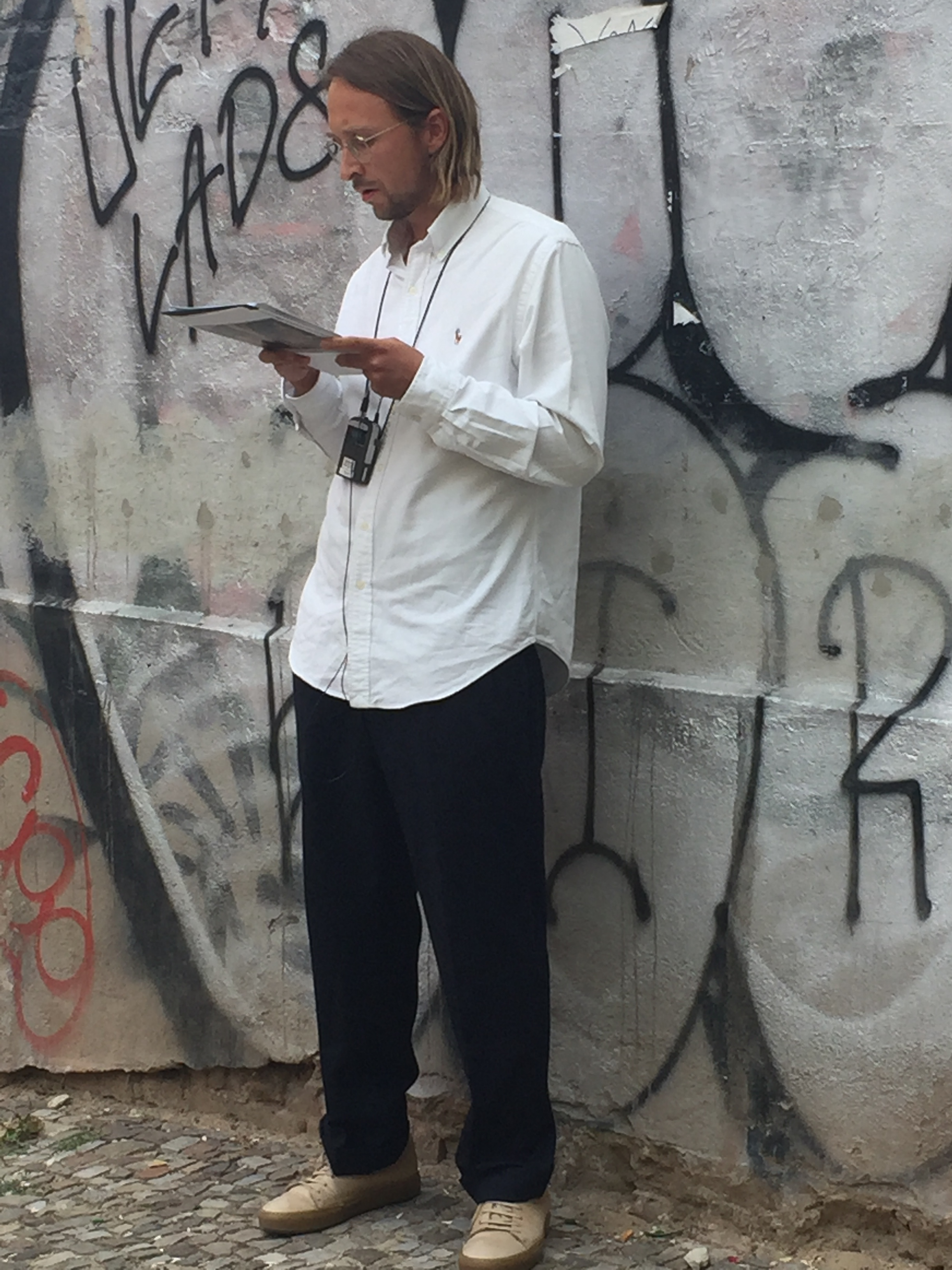
Franz Friedrich bei einem literarischen Spaziergang in Berlin 2018

## Leben
Nach seinem Abitur begann Franz Friedrich ein Slawistikstudium in Wien. Anschließend studierte er Experimentalfilm an der Universität der Künste Berlin und schloss 2011 sein Studium am Deutschen Literaturinstitut Leipzig ab. Mit seinem Roman Die Meisen von Uusimaa singen nicht mehr debütierte er 2014 als Schriftsteller. Im Herbst desselben Jahres gelangte er auf die Longlist des Deutschen Buchpreises. Das Manuskript seines  Romans Die Passagierin war 2023 für den Alfred-Döblin-Preis nominiert und gelangte nach dem Erscheinen 2024 ebenfalls auf die Longlist des Deutschen Buchpreises. Franz Friedrich ist der Sohn des Schauspielers Friedrich Liechtenstein und lebt in Berlin.

## Werke (Auswahl)
- Die Meisen von Uusimaa singen nicht mehr, S. Fischer, Frankfurt am Main 2014, ISBN 978-3-10-002232-5
- 25 05 2015 – Der letzte Montag im Mai. Ein Zeitreiseführer von Franz Friedrich. S. Fischer, Frankfurt am Main 2017, als App[1] erschienen.
- Die Passagierin, S. Fischer, Frankfurt am Main 2024, ISBN 978-3-10-397117-0

## Auszeichnungen
- 2013 Teilnehmer der Prosawerkstatt 2013 des Literarischen Colloquiums Berlin
- 2014 Literaturpreis der Jürgen Ponto-Stiftung 2014
- 2014 Deutscher Buchpreis, Longlist mit Die Meisen von Uusimaa singen nicht mehr
- 2015 Stadtschreiber in Helsinki[2]
- 2017 Arbeitsstipendium Literatur des Berliner Senats
- 2017 Aufenthaltsstipendium der Villa Serpentara der Akademie der Künste
- 2019 einjähriges Stipendium der Berliner Senatsverwaltung für Kultur und Europa[3]
- 2022 Werkstipendium des Deutschen Literaturfonds[4]
- 2024 New-York-Stipendium des Deutschen Literaturfonds[5]
- 2024 Deutscher Buchpreis, Longlist mit Die Passagierin